# 婦女新知基金會
婦女新知基金會為台灣婦女運動主要倡議團體之一。成立以來，成員背景多為女性主義、性別政策相關學者及律師，推動多項性別政策改革。第5屆董事長尤美女為前任立法委員、第6屆董事長王如玄曾參選中華民國副總統、第11屆董事長范雲為現任立法委員、第12屆董事長楊婉瑩為現任國立政治大學社會科學學院院長。

## 歷史
1982年，台灣尚處於戒嚴時期，結社自由受限；李元貞、曹愛蘭、鄭至慧、劉毓秀、尤美女等一群女性主義者先成立「婦女新知雜誌社」，以宣揚婦女運動及性別平等理念。當時在威權政治下，前有1971年起提倡「新女性主義」的呂秀蓮，在1979年因美麗島事件爭取民主而入獄，但這群女性知識份子仍每月發行《婦女新知通訊》（英語：Awakening Magazine），以雜誌社名義舉辦活動及傳播理念，實質上成為台灣解除戒嚴前之婦女運動基地。在1987年7月15日蔣經國政府宣布台灣解嚴後，1987年10月由台北市政府核准立案為財團法人婦女新知基金會，邀集各性別議題專家擔任董監事，倡議及監督多項性別政策迄今。
1987年1月10日，婦女新知聯合彩虹專案、中國人權協會、臺灣原住民族等團體發起「抗議販賣人口──關懷雛妓」華西街大遊行，首度將婦女運動推上街頭，喚起社會大眾關注人口販賣集團及黑白兩道官商勾結對臺灣原住民族少女的性剝削。婦女新知並持續定期出版刊物、穩固內部組織、吸收新成員、支持並聯合其他婦女團體（如臺北市晚晴婦女協會、主婦聯盟環境保護基金會、臺大婦女研究室）繼續推動婦女及性別平等議題相關改革，例如1987年聲援國立國父紀念館女性員工；繼而召集學者專家成立草案小組，1989年首度提出民間研擬的「男女工作平等法草案」，以立法運動來爭取女性工作權。
婦女新知在1990年代推動《民法》親屬編修正，其組職「婆婆媽媽立院遊說團」積極做立法倡議及遊說的行動；亦組織「婆婆媽媽法院觀察團」，以監督司法之公正。1994年，鑑於多數民眾不懂法律，婦女新知成立「民法諮詢熱線」提供法律諮詢。1995年，婦女新知與台北市晚晴婦女協會共同提出「新晴版」《民法》親屬編修正草案，爭取女性在婚姻家庭之法律權益及地位平等。1996年，婦女新知聲請釋憲，使司法院大法官宣告《民法》第1089條「父權優先條款」違憲，進而促成修法通過，使母親在離婚時與父親平等享有孩子的監護權。1994－1996年，婦女新知與其他婦團共同聲援長期遭受婚姻暴力之鄧如雯殺夫案，使鄧如雯獲得減刑；繼而倡議政府應積極防治婚姻內之暴力，破除過去「法不入家門」之迷思。1995年，婦女新知完成內政部社會司委託之立法研究報告《防治婦女婚姻暴力研究報告》。1996年底彭婉如命案、白曉燕命案，數十萬人上街抗議要求政府重視婦女人身安全，故1997年立法院通過《性侵害犯罪防治法》、1998年立法院通過《家庭暴力防治法》。
2001年，「新晴版」夫妻財產制雖然獲得多位立委提案支持，法案卻無進展，遲遲未排入立法院議程，因此婦女新知基金會及晚晴婦女協會召開記者會要求立委盡速審查財產制修法草案，並同時宣布再度組織「婆婆媽媽遊說團」，希望透過請願以進入立法院遊說，以監督立法院審查法案的進度。「婆婆媽媽立院遊說團」於立法院門口集合，藉由行動劇表達不滿，並進入立法院旁聽、觀察開會情況。
婦女新知基金會亦長期推動性別平等教育，1988年就開始批判中小學教科書性別歧視與男女刻板印象之問題，出版《兩性平等教育手冊》及巡迴演講。1994年，社會各界大聲疾呼教育改革，婦女新知基金會與主婦聯盟等團體聯合召開「全國民間團體教育會議」，要求將「落實兩性平等教育」納入教育改革工程。1997年推動中華民國教育部成立「教育部兩性平等教育委員會」，訂定《兩性平等教育實施方案》、《各級學校兩性平等教育實施要點》、《中小學性侵害防治教育實施原則及課程參考綱要》。婦女新知基金會1999年培訓兩性平等教育專業人員及義工，2000年規劃「兩性平等教育」教師學程。鑑於2000年4月葉永鋕事件，建議教育部把「兩性平等教育」更名為「性別平等教育」，將「消除性別歧視」之教育內涵擴大為消除對不同性別、性傾向、性別氣質之歧視。2004年婦女新知基金會聯合其他團體成立「性別平等教育法民間推動聯盟」，促使立法院三讀通過《性別平等教育法》。
婦女新知基金會除上述倡議工作外，鑑於《民法》過去夫妻及父母在規範中地位並不平等，婦女普遍亦不了解法律之規定，1994年起培養多名婚姻家庭法律諮詢的婦女志工，以「女人幫助女人」為號召，每週一到週五日間提供婚姻家庭法律的電話諮詢服務，持續服務至今。
2003年2月11日「反對美英侵略伊拉克戰爭聯合行動」發表的〈反對美英侵略伊拉克戰爭聯合聲明〉，婦女新知基金會是最初的發起團體之一。
2017年11月22日，針對2017年台灣勞動基準法修正爭議，婦女新知基金會facebook頁面貼出一張宣告與民主進步黨決裂的紅字圖：「這些日子，你為了慣老闆的利益，減我的薪水，加我的工時，騙我的選票，毀我的未來。衷心感謝你不住的踐踏，為此我許下刻骨銘心的承諾：這輩子不投你了，民進黨。」2017年11月25日，前民進黨立法委員陳昭南表示，婦女新知基金會是「民進黨創黨以來的堅實盟友」。
2019年11月22日，台灣人權促進會、台北律師公會、台灣同志諮詢熱線、台灣伴侶權益推動聯盟、婚姻平權大平台、婦女新知基金會、台灣守護民主平台、經濟民主連合、國會調查兵團、開放文化基金會、中華民國軟體自由協會等30個團體發布聯合聲明《我們拒絕晶片身分證！》，抨擊行政院罔顧正當程序、強行推動晶片身分證，呼籲行政院暫停晶片身分證決標印製案。

## 倡議項目
早年爭取性騷擾問題，墮胎合法化、停止人口販賣雛妓、鼓吹婦女參政等，並串連其他團體促使政府陸續通過了民法親屬編修正條文、家庭暴力防治法、性侵害犯罪防治法、性騷擾防治法、性別平等工作法、性別平等教育法、家事事件法等法律制度保障，並關注婚姻移民人權、要求行政院制定性別平等政策綱領及設置性別專責機構，落實性別主流化等。
近年則提倡托育及長照公共化、性別友善職場、身體自主、伴侶權益、婚姻平權，持續監督教育、媒體及司法體系、年金政策中的性別問題、慰安婦議題等。

## 出版品
- 《婦女新知通訊》
- 《性騷擾完全拒絕手冊》
- 《看見新移民－多元文化小撇步》
- 《做親密，愛自主－從無法抗拒到積極同意》
- 《女權火‧不止息：台灣婦女運動剪影－公民影音教材》
- 性騷擾紀錄片《玫瑰的戰爭》DVD

## 外部連結
- 婦女新知基金會